# Kintu
Kintu – z mitologii ugandyjskiej mąż Nambi – córki boga nieba Gulu. Zanim się ożenił był biedakiem – posiadał tylko krowę, która dawała mu pożywienie w postaci mleka. Ożenił się z Nambi po kilku próbach. Pierwsza dotyczyła zabrania mu krowy. Gdyby on umarł, oznaczałoby, że nie jest człowiekiem. Kintu przeżył, żywiąc się liśćmi i korzeniami. Druga dotyczyła zjedzenia posiłku przeznaczonego dla 100 osób. Kintu wyrzucił jedzenie z tamtejszej dziury w chacie. W ten sposób przeszedł drugi test. Trzecie zadanie dotyczyło ścięcia skały toporkiem. Kintu wykorzystał już rozbite kawałki skał. Ostatnia próba dotyczyła znalezienia wśród 1000 krów swojej własnej. Z pomocą przyleciała pszczoła, która mu wskazała, które to jego zwierzę. Jak się okazało, w tym czasie krowa urodziła cielęta. Gulu widząc, że wszystkie zadania Kintu wykonał, pozwolił ożenić się Nambi.